# Bereziwka (Krym)
Bereziwka (ukr. Березівка, ros. Берёзовка, Bieriozowka) – wieś na Ukrainie, w Autonomicznej Republice Krymu (de iure stanowiącej integralną część państwa ukraińskiego, w 2014 anektowanej przez Rosję i odtąd funkcjonującej jako Republika Krymu), w rejonie rozdolnieńskim. W 2021 liczyła 1394 mieszkańców.